# The Farnsworth Parabox
«The Farnsworth Parabox» (укр. «Парабокс Фарнсворта») — п'ятнадцята серія четвертого сезону анімаційного серіалу «Футурама», що вийшла в ефір у Північній Америці 8 червня 2003 року.
Автор сценарію: Білл Оденкерк.
Режисер: Рон Хаґарт.
Прем'єра в Україні відбулася 3 листопада 2007 року.

## Сюжет
Мало не загинувши під час небезпечного експерименту, професор Фарнсворт вирішує знищити предмет свого дослідження — жовту картонну коробку. Він наказує команді «Міжпланетного експреса» викинути її на Сонце. Корабель має вирушити на завдання наступного дня, а до того професор призначає Лілу охоронцем, що має слідкувати, аби ніхто не заглядав у коробку. Вдало нейтралізувавши цікавість Фрая і Бендера, Ліла героїчно витримує зміну чергування, але згодом цікавість перемагає волю. Кинувши монетку (яка випадає решкою), Ліла вирішує зазирнути в коробку. Та виявляється зсередини значно більшою ніж ззовні, й Ліла падає в неї, водночас випавши з іншої — блакитної — коробки у паралельному всесвіті. У ньому вона зустрічає двійників усіх своїх друзів і себе самої, проте кожен відрізняється кольором (Бендер золотий, куртка Фрая зелена, а волосся чорне, Зойдберґ синій тощо). До того ж з'ясовується, що в цьому всесвіті монетка завжди падає іншою стороною: через це тутешня Ліла не зазирнула до коробки, Бендер вирішив позолотитися, Фрай з Лілою одружилися, а професор поставив на собі дослід із видалення мозку.
Спочатку мешканці паралельного всесвіту вважають Лілу злою (професор навіть називає її «Злілою»). Щоби остаточно з'ясувати вдачу і наміри своїх двійників, всю команду (крім Гермеса) перетягують у паралельний всесвіт. Обидва професори доходять висновку, що одночасно зі створенням коробки з паралельним всесвітом першим професором, паралельний професор створив коробку з оригінальним всесвітом. Для зручності Ліла пропонує називати оригінальний всесвіт «Всесвітом А», а другий — «Всесвітом 1». Після тривалого спілкування і вивчення священних текстів (зокрема, Біблії) професори визнають, що жодна зі сторін не є злою.
У Всесвіті 1 з'являється Гермес, який нагадує про план професора знищити коробку зі Всесвітом А. Розуміючи, що в цей час Гермес-А має знищити коробку зі Всесвітом 1, команда поспішає повернутися у свій рідний всесвіт і зупинити його. Проте коробка зникла — її викрали Зойдберґи, яким набрид брак поваги з боку інших. Професори Фарнсворти намагаються створити Всесвіт А заново і в результаті створюють численні коробки з різними всесвітами в них.
Повертаються Зойдберґи, і команда кидається на них, щоби відібрати коробку. Тікаючи, Зойдберґи стрибають в одну з коробок і перевертають стелаж із іншими коробками, переплутавши їх. Не в змозі з'ясувати, в яку саме з коробок стрибнули Зойдберґи, кожен із членів двох команд вирішує обстежити один із всесвітів, прив'язавши себе мотузкою, щоби згодом повернутися назад. Зрештою, знайшовши Зойдберґів і коробку зі Всесвітом А, команда повертається у відправну точку і стрибає в коробку-A.
Тим часом у Всесвіті А Гермес-А на борту Корабля «Міжпланетного експреса»-А досягає Сонця-А і готується викинути на нього коробку-1. У той момент, коли він уже кладе її в шлюз, з неї вистрибують усі герої. Професор Фарнсворт-А наказує Гермесу-А не тиснути на кнопку відкривання шлюзу, і той, після деяких роздумів, знизує плечима і підкоряється.
Повернувшись на Землю, команда-1 прощається з командою-А і повертається у свій всесвіт. Тоді обидва професори міняються коробками, одночасно потягнувши їх кожен у свій всесвіт. В результаті у кожного в руках опиняється коробка з його власним всесвітом. Професор просить поводитися з нею вкрай обережно, але Бендер трусить коробку, що спричинює явища, подібні на землетрус. Згодом, коли команда дивиться телевізор, Фрай необачно сідає на коробку, від чого Всесвіт стає сплюснутим, але ніхто не звертає на це уваги.

## Послідовність дії
В одній з попередніх серії — «I Dated a Robot» — професор Фарнсворт стверджує, що існує лише один паралельний всесвіт. Втім, усі показані в цій серії всесвіти були створені самим професором, отже, ймовірно, раніше не існували (або ж він не здогадувався про їхнє існування).

## Паралельні всесвіти, представлені в серії
- Всесвіт A — звичайний всесвіт «Футурами». Колір коробок — жовтий.
- Всесвіт 1 — перший альтернативний всесвіт, в якому монети завжди падають іншою стороною і всі предмети мають відмінний колір. Небо являє собою масив різнобарвних закручених ліній. Колір коробок — блакитний.
- Всесвіт XVII — нагадує часи Римської імперії. Колір коробок — фіолетовий.
- Всесвіт 25 — мешканці не мають очей і не бачать. Колір коробок — білий.
- Всесвіт 31 — герої представлені роботами. Колір коробок — зелений.
- Всесвіт 420— хіпі-всесвіт (число «420» є знаковим серед споживачів марихуани). У цьому всесвіті коробка лише одна, колір — помаранчевий.
- Всесвіт 1729 — персонажі мають комічно гіпертрофовані голови. Колір коробок — рожевий. Число «1729» є так званим «числом Рамануджана — Гарді».
- Інші всесвіти — крижаний всесвіт; всесвіт жінок; всесвіт восьминогів (або інших істот, що мають мацаки); всесвіт лепреконів; всесвіт піратів.

## Визнання
У 2006 році сайт «IGN.com» присудив цій серії 17-те місце у списку 25-ти найкращих серій «Футурами»  [Архівовано 9 січня 2015 у Wayback Machine.].

## Пародії, алюзії, цікаві факти
- Згідно з коментарем на DVD, синій колір Зойдберґа в паралельному всесвіті є алюзію на легенду, яка стверджує, що «кожен з двох мільйонів омарів — синій».
- Стрижневий момент сюжету — жінка, яка відкриває коробку, що не має бути відкритою — є відлунням давньогрецького міфу про Пандору.
- Твердження професора про те, що у паралельному всесвіті всі злі, є алюзією на одну із серій «Зоряного Шляху».
- Позолочений Бендер є алюзією на протокольного дроїда C-3PO із «Зоряних воєн», яка підкріплюється цитатою «Наш всесвіт приречений! Приречений!» (в українській версії: «Нашому всесвіту гаплик! Повний гаплик!»)
- Репліка Бендера «Заводь друзів нових та бережи старих — і срібних, і золотих» є цитатою з популярної американської дитячої пісні (англ. «Make new friends, but keep the old, one is silver and the other's gold»).

## Особливості українського перекладу
- Дізнавшись, що за рік після того, як Ліла-1 погодилася піти з Фраєм-1 на побачення, він подарував їй діамантову прикрасу, Фрай-А каже: «А мене за цей рік віддубасили прикрасою на концерті Ніла Даймонда» (англ. diamond — діамант).
- Ця серія — єдиний випадок, в якому «фірмовий» вислів Бендера переданий буквально: «Укуси мене за мій золотий зад!» (замість звичайного «поцілуй»).
- Охороняючи коробку, Ліла наспівує мелодію пісні "Dancing lasha tumbai".